# Ekkolod
Ekkoloddet er en simpel, aktiv sonar, der bruges til at finde afstanden fra et fartøj til havbunden (dybden). Det kan også vise f.eks. fiskestimer.